# Amnesty International
- Amnesty International dans le monde (2012).

Amnesty International (francisé Amnistie internationale au Canada) est une organisation non gouvernementale internationale qui promeut la défense des droits de l'Homme et le respect de la Déclaration universelle des droits de l'Homme. L'organisation milite notamment pour la libération des prisonniers d'opinion, le droit à la liberté d'expression, l'abolition de la peine de mort et de la torture et l'arrêt des crimes politiques, mais aussi pour le respect de l'ensemble des droits civils, politiques, économiques, sociaux et culturels,.

## Mandat
Enregistrée comme organisation internationale à caractère non gouvernemental, Amnesty International entretient des sections dans plus de 80 pays et se voit reconnaître le caractère d'organisme à voix consultative auprès du Conseil économique et social des Nations unies, de l'UNESCO, de l'Union européenne et de l'Organisation des États américains,. Elle jouit également d'un statut d'observateur auprès de l'Union africaine. Amnesty International tire la presque totalité des fonds dont elle dispose des collectes réalisées par ses membres. Elle regroupe plus de trois millions d'adhérents et de donateurs dans plus de 150 pays et territoires. Son siège se trouve à Londres, au Royaume-Uni.
Afin de s'assurer de l'exacte observation des règles de droit international par les tribunaux qui ont à juger d'affaires politiques, afin d'enquêter sur les conditions d'internement et les allégations de torture, Amnesty International entreprend chaque année de nombreuses missions : ses envoyés sont présents comme observateurs lors de procès dont l'issue est présumée critique. Ils établissent des communiqués et des rapports sur ces procès et recueillent sur place des informations concernant les personnes emprisonnées pour leurs opinions. De telles missions sont habituellement composées de juristes faisant figure d'experts distingués, de diplomates ayant quitté leurs fonctions ou de spécialistes reconnus.
Amnesty International publie chaque année un rapport rendant compte de la situation des droits de l'homme et de leurs violations dans l'ensemble des pays du monde. Elle publie également un certain nombre de rapports importants et documentés dénonçant les incarcérations politiques pratiquées par les gouvernements de divers pays,,,,,,,,.
Ces différents rapports fournissent à l'opinion mondiale des renseignements chiffrés, des références aux textes et aux juridictions d'exception utilisés par les gouvernements et révèlent l'emplacement des prisons, des camps de travail, etc. Depuis la fondation d'Amnesty International, des dizaines de milliers de prisonniers ont été libérés à la suite de son intervention.

## Création et historique

Bougie et barbelés Amnesty International

Le 19 novembre 1960, l'avocat britannique Peter Benenson lit un article concernant deux étudiants portugais condamnés à sept ans de prison pour avoir porté un toast à la liberté. Il pense aussitôt à une pression internationale qui mobiliserait l'opinion publique en faveur des prisonniers d'opinion : Amnesty International est née,.
L'appel que publie Benenson, intitulé The Forgotten Prisoners,, est diffusé dans la presse le 28 mai 1961,, et l'idée d'une campagne internationale pour la défense des droits de la personne suscite immédiatement plus de 1 000 offres de soutien.
Le but affiché n'est pas le seul but de Benenson. Le 5 janvier 1961, dans un mémorandum interne, il explique que son véritable objectif est de « trouver un socle commun sur lequel les idéalistes du monde entier pourront coopérer ». À terme il importe plus, ajoute-t-il, de canaliser l'enthousiasme des bénévoles que de libérer les prisonniers politiques, d'autant plus que les vrais saints sont aussi bien en prison qu'ailleurs. Sa conclusion est qu'Amnesty doit « avant tout libérer ceux qui sont enfermés dans le cynisme et le doute ».
À la fin de la première année, la nouvelle organisation a envoyé des délégués chargés d'intervenir en faveur des prisonniers dans quatre pays et elle a pris en charge 210 dossiers. Les membres d'Amnesty International créent des instances nationales dans sept pays.
Dès le départ, les principes d'impartialité et d'indépendance strictes sont établis. Les interventions doivent couvrir l'ensemble des blocs géopolitiques. L'accent est clairement mis sur la protection internationale des droits de la personne et l'aide aux victimes.
Face à l'extension alarmante de la torture, pratique à laquelle on recourt de par le monde comme instrument de gouvernement et arme de pression politique, Amnesty International lance, en 1972, une grande campagne pour l'abolition de la torture. Une conférence internationale sur la torture se tient à Paris en décembre 1973, au terme de laquelle son président, Sean MacBride, reçoit le prix Nobel de la paix en 1974. Puis en 1977, c'est au tour de l'organisation elle-même de recevoir le prix, les jurés d'Oslo entendant témoigner, par cette double récompense, de l'attention qu'ils portent à la protection internationale des droits de l'homme. Puis en 1978, Amnesty International a reçu le Prix des droits de l'homme des Nations unies.

## Principes et objectifs
« La vision d’Amnesty International est celle d’un monde où chacun peut se prévaloir de tous les droits énoncés dans la Déclaration universelle des droits de l’homme et les autres instruments internationaux relatifs aux droits humains.

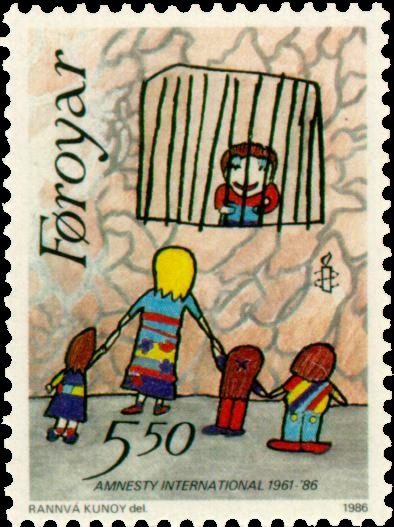
Timbre émis par les îles Féroé en 1986.

Afin d'être fidèle à cette vision, Amnesty International se donne pour mission de mener des recherches et des actions visant à prévenir et faire cesser les atteintes graves à l’ensemble de ces droits. »

— Statut d'Amnesty International, 27e meeting du Conseil International en 2005.
Amnesty International œuvre en faveur des personnes emprisonnées pour des raisons de conscience, hommes ou femmes, auxquels leurs croyances, leur origine ethnique ou leur appartenance religieuse ou politique leur valent de se voir privés de leur liberté (aide et assistance ne leur étant toutefois apportées que sous réserve qu'ils n'aient jamais usé de la violence ou invoqué son recours).
Amnesty International s'oppose également et sans réserve à toutes les formes de torture et à la peine de mort.
Elle soutient les droits des femmes, des enfants et des minorités opprimées (réfugiés, malades atteints du SIDA, personnes LGBT, peuples autochtones…).
L'organisation lutte contre l'enrôlement d'enfants soldats et demande l'abrogation de toutes les lois anti-avortement.
Elle œuvre à l'application par les gouvernements des règles définies par l'ONU en matière de traitement des prisonniers, notamment dans les conventions de Genève. L'organisation leur demande aussi de respecter instamment la primauté du droit, ainsi que de ratifier et d'appliquer les textes relatifs aux droits de l'homme.
En 2001, lors de son Conseil international à Dakar (Sénégal), Amnesty International redéfinit et élargit ses objectifs. Ils se définissent comme suit :

« Amnesty International est un mouvement mondial de personnes qui luttent pour le respect des droits humains. Elle est impartiale et indépendante de tout gouvernement, d'intérêt économique, d'idéologie politique, ou croyance religieuse. »

## Méthodes

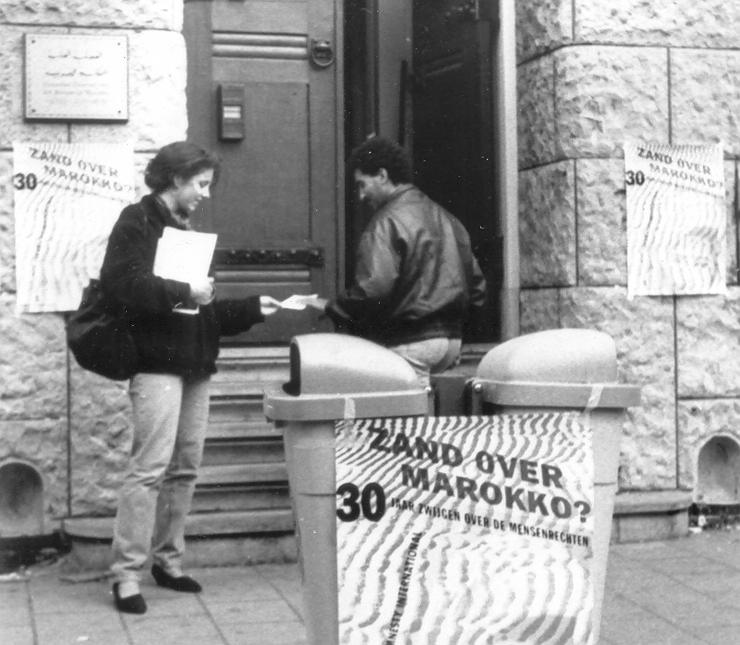
À Rotterdam en 1990.

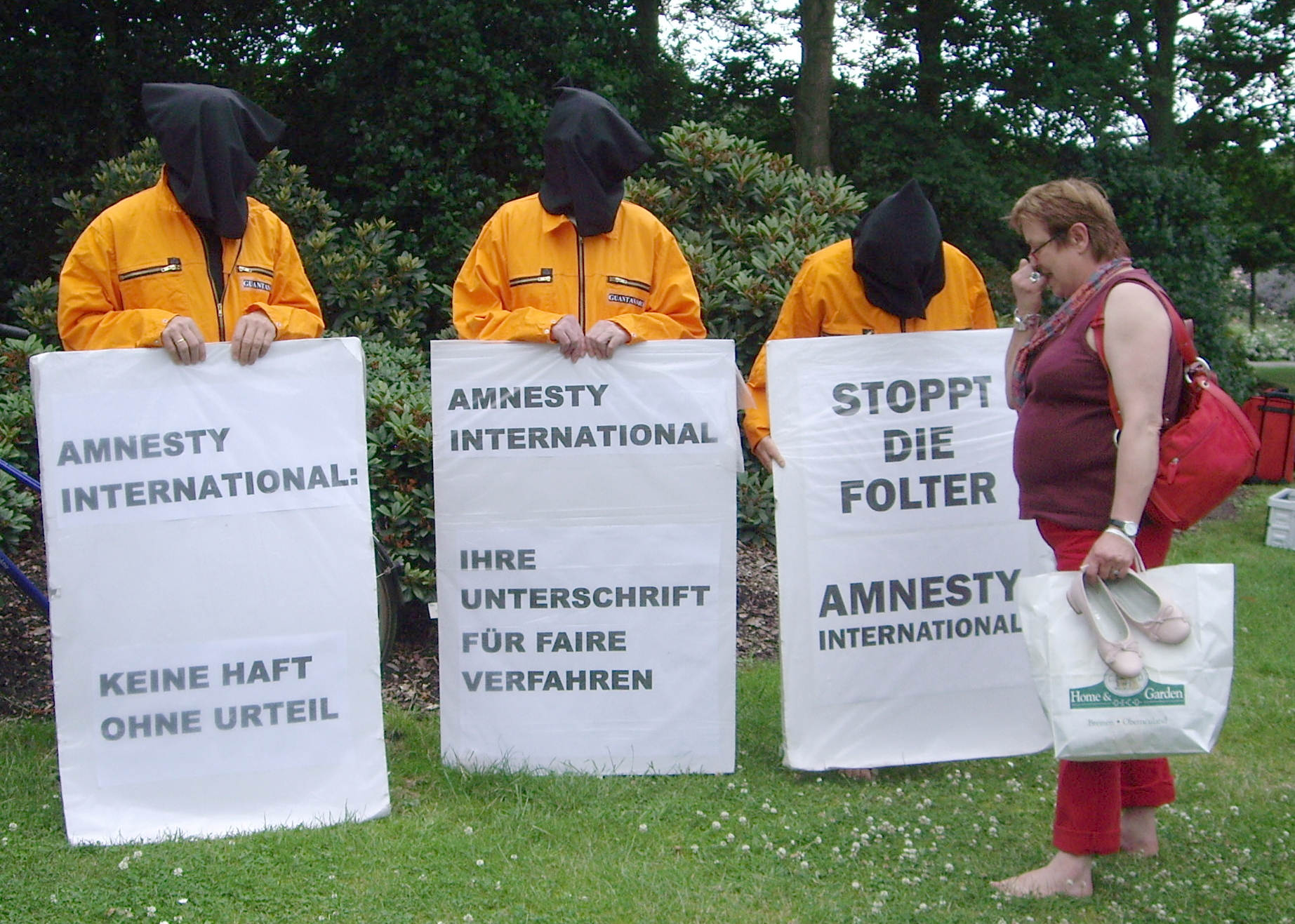
À Brême en 2008.

L'organisation fonctionnelle d'Amnesty International peut varier d'un pays à l'autre. Au Canada, il existe différentes sections comme un réseau « LGBT », un réseau « femmes » et un réseau « économie et droits de l'homme ».
L'un des points sur lesquels Amnesty International mène également des actions est l'aide et l'assistance apportées aux familles des prisonniers pour lesquels elle intervient et à ces prisonniers mêmes : elle fournit les médicaments spéciaux requis par l'état de tel ou tel prisonnier, donne les livres nécessaires aux étudiants dont l'arrestation a interrompu les études, adresse des subsides aux familles des victimes pour leur permettre de subvenir aux dépenses en vêtements, nourriture et frais de scolarité et aide enfin les prisonniers libérés à trouver un emploi.
L'association remet depuis 2003 le Prix Ambassadeur de la conscience à un ou plusieurs individus ou groupes pour distinguer ceux « qui ont montré la voie en matière de défense des droits humains et qui ont fait preuve d'un courage exceptionnel pour les défendre.

## Organisation

### Secrétaires généraux

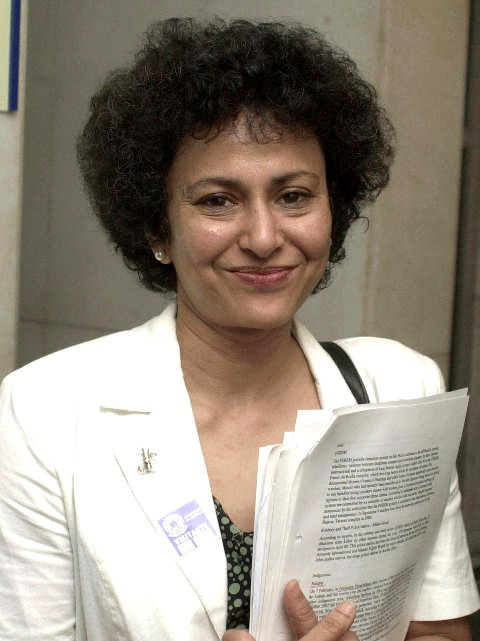
Irene Khan, secrétaire générale entre 2001 et 2010.

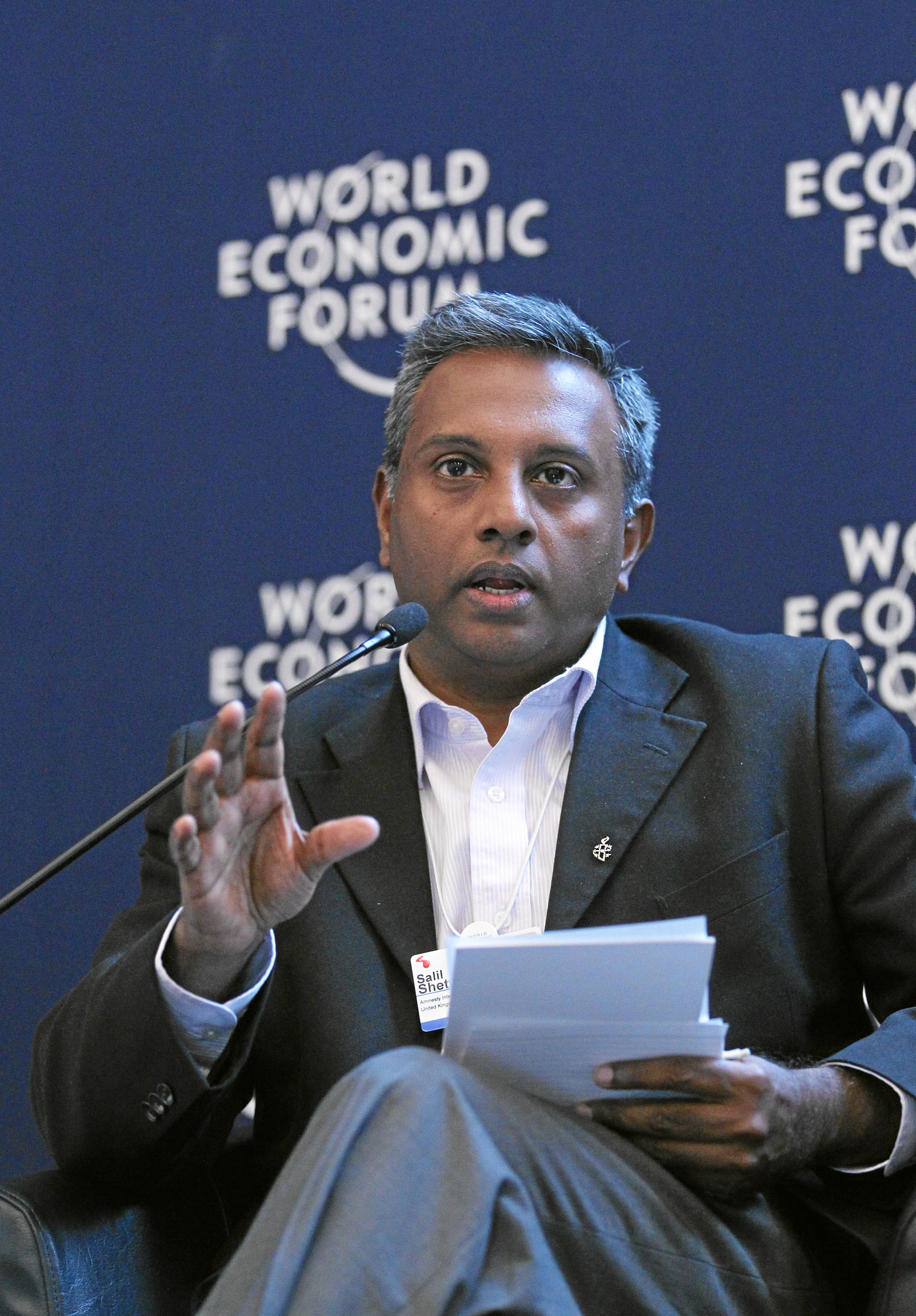
Salil Shetty, secrétaire général entre 2010 et 2018.

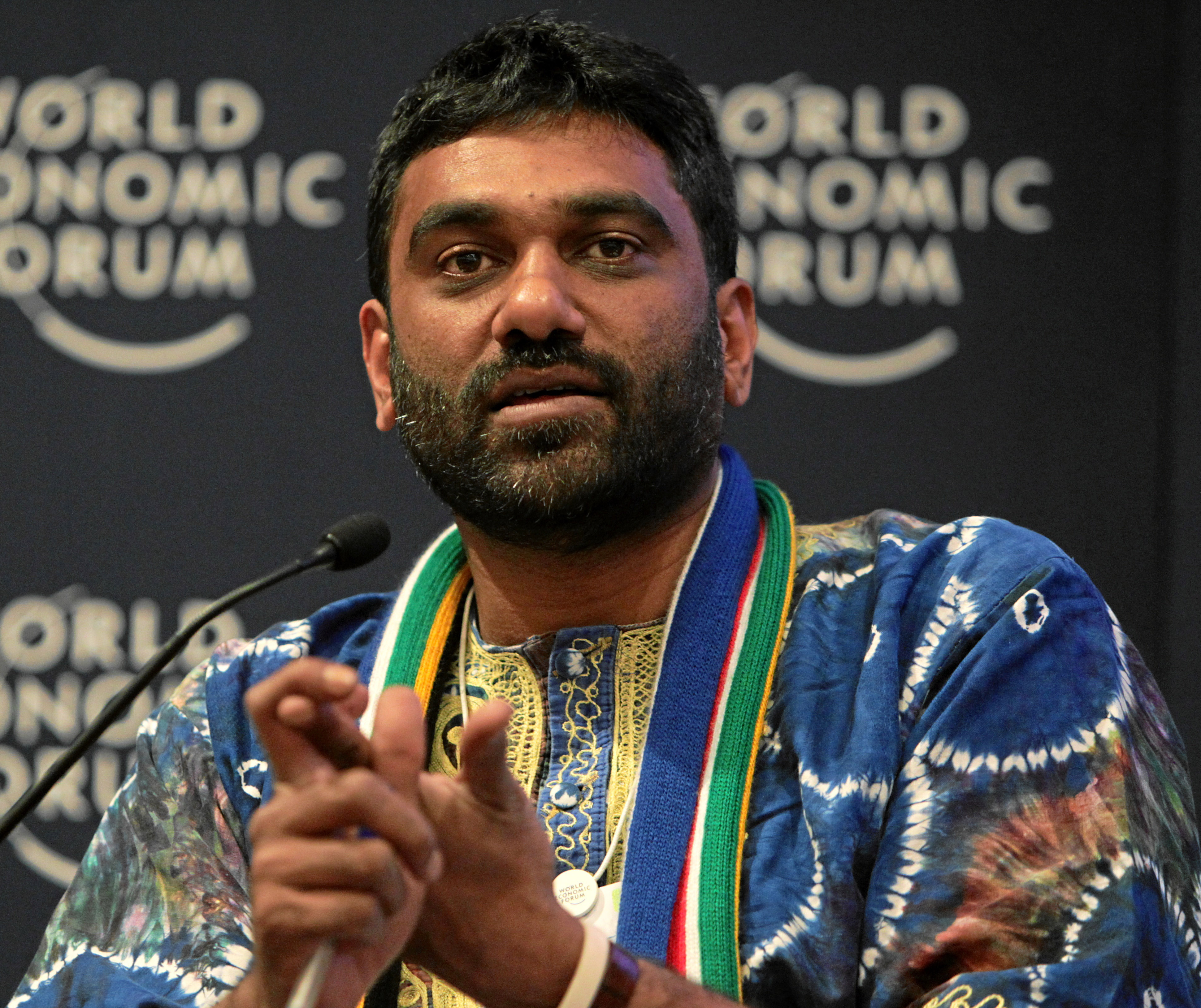
Kumi Naidoo, secrétaire général entre 2018 et 2019.

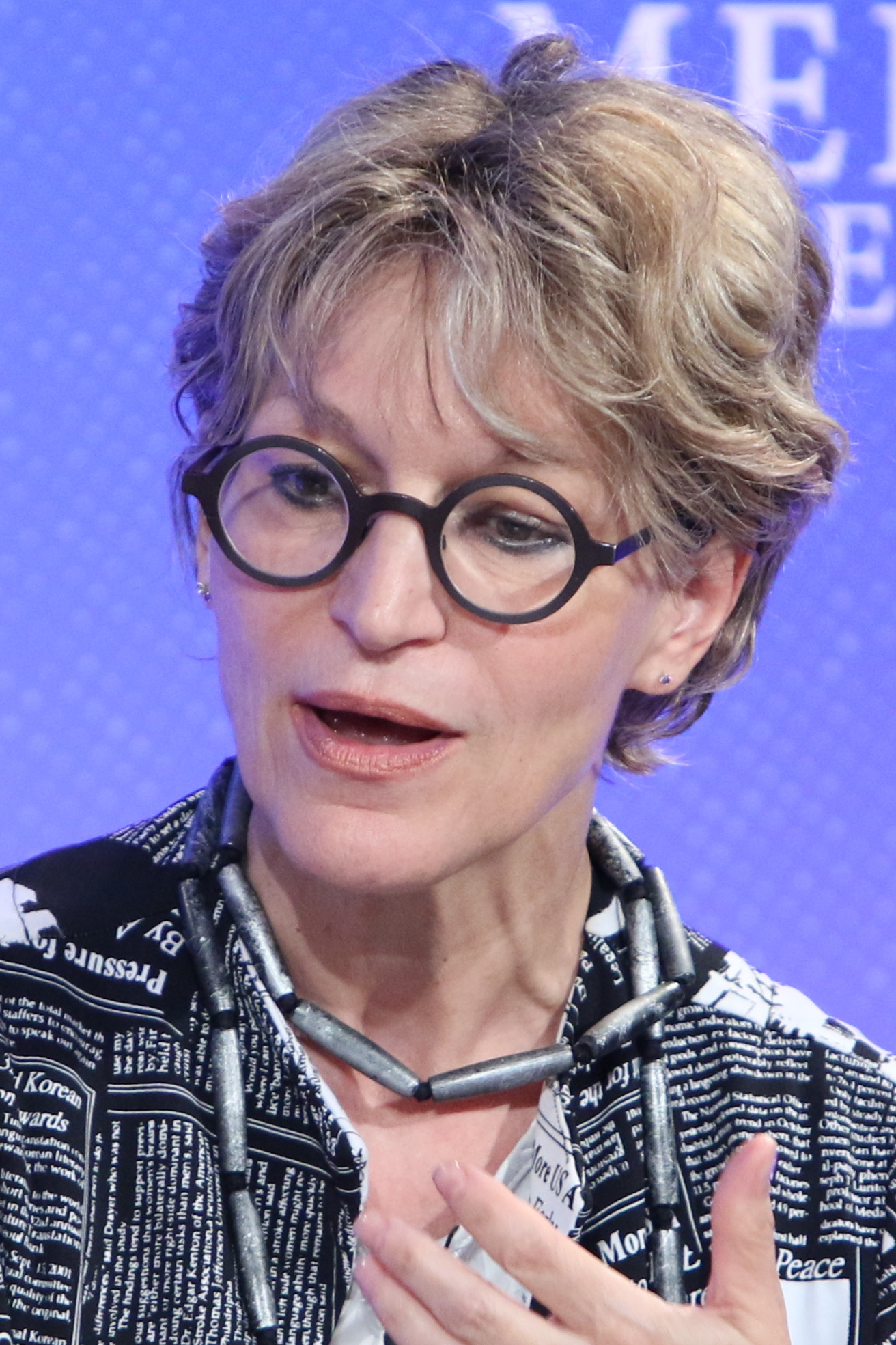
Agnès Callamard, secrétaire générale depuis 2021.

| Année       | Nom                     |
| ----------- | ----------------------- |
| 1961-1966   | Peter Benenson          |
| 1966-1968   | Eric Baker              |
| 1968-1980   | Martin Ennals           |
| 1980-1986   | Thomas Hammarberg       |
| 1986-1992   | Ian Martin (en)         |
| 1992-2001   | Pierre Sané             |
| 2001-2010   | Irene Khan              |
| 2010-2018   | Salil Shetty            |
| 2018-2019   | Kumi Naidoo             |
| 2019-2021   | Julie Verhaar (intérim) |
| Depuis 2021 | Agnès Callamard         |

## Financement
Amnesty International déclare ne solliciter ni accepter aucune aide financière des gouvernements (sauf pour des exceptions limitées, telles que des projets d’éducation aux droits humains). Les centaines de milliers de dons qui font vivre le mouvement proviennent de ses membres, du public et d’organisations diverses telles que des fondations ou des entreprises.

## Critiques

### Harcèlement et racisme sur le lieu de travail
Amnesty International est à plusieurs reprises touché par des scandales de harcèlement et de racisme visant ses employés et bénévoles.
Le suicide en mai 2018 de Gaëtan Mootoo, chercheur d'Amnesty International chargé de l'Afrique de l'Ouest, conduit à la réalisation d'une enquête interne qui met en lumière les bouleversements récents du fonctionnement de l'organisme au profit de la communication et de la recherche de financement, et au détriment du travail de terrain. En février 2019, l'équipe de direction d'Amnesty International propose de démissionner, (cinq des sept membres de la direction générale) après qu'un rapport indépendant a révélé ce qu'il appelle une « culture toxique » d'intimidation sur le lieu de travail. Des preuves d'intimidation, de harcèlement, de sexisme et de racisme ont été découvertes après deux enquêtes sur des suicides en 2018 : celle du vétéran d'Amnesty, Gaetan Mootoo, âgé de 65 ans, à Paris en mai 2018 (qui a laissé une note citant des pressions au travail), et celle de la stagiaire Rosalind McGregor, âgée de 28 ans, à Genève en juillet 2018,,.
L’indemnité « généreuse » de licenciement de cinq des sept membres de la direction générale a suscité la colère, tandis que près de cent autres travailleurs d'Amnesty perdent leur emploi en raison d'une crise financière dans l'organisation.
En avril 2021, huit employés d'Amnesty International (anciens et actuels) issus de minorités ethniques rapportent avoir été victimes de façon répétée de discrimination raciale de la part des cadres de l'organisation, consistant notamment en des comportements inappropriés ou vexatoires.

### Discrimination envers les femmes chez Amnesty International enHongrie
En septembre 2023, OpenDemocracy révèle que cinq femmes employées par l'antenne hongroise d'Amnesty International ont été victimes de discrimination de la part de l'organisation, consistant notamment en des comportements sexistes, des brimades et le non-renouvellement de contrats de travail de femmes enceintes. Deux des victimes en ont été profondément traumatisées. Les victimes rapportent avoir fait part de ces comportements à la direction de l'organisation, sans que celle-ci ne les prenne au sérieux.

### Salaires et indemnités de départ
Les indemnités de départ versées à la septième secrétaire générale d'Amnesty International, Irene Khan, ont été dénoncées dans un article du Canard enchaîné daté du 23 mars 2011. Cette dernière a touché 533 000 livres sterling, obligeant ainsi l’ONG à justifier cette somme dans un communiqué par le versement d’une prime de départ (191 697 £), de ses trois derniers mois de salaires (168 731 £), d’arriérés de divers paiements (59 014 £), d’une augmentation rétroactive (58 933 £), d’indemnité de déménagement (34 728 £), et d’une prime non versée (20 000 £).

### Prises de position
Selon un site américain « pro-vie », la section britannique d'Amnesty International aurait pris position en mars 2007 en faveur d'une décriminalisation de l'avortement, dans le cas de viols ou de mise en danger de la vie de la mère, « dans la mesure où elles sont directement liées à son action pour le droit à la santé et contre la violence faite aux femmes ». Cette prise de position a été condamnée par le Vatican par la voix du cardinal Renato Martino, président du Conseil pontifical Justice et Paix, qui a demandé à tous les catholiques et à toutes les institutions catholiques de ne plus accorder de soutien financier à ce mouvement,, quelques semaines avant le Congrès annuel de l'association qui devait débattre de cette question. Amnesty International a rappelé qu'elle ne recevait pas d'argent du Vatican, car elle n'accepte de fonds d'aucun État, et que sa position ne consistait « pas à promouvoir l'avortement en tant que droit universel (…) ». Elle considère comme un droit humain le droit des femmes à ne subir ni terreur, ni menace ni contrainte quand elles font face aux diverses conséquences d'un viol ou d'autres violations graves des droits de l'homme.
En 2010, Amnesty International milite aux côtés de quatre hommes et femmes politiques belges de gauche et de la Ligue des droits de l'homme pour que des soins soient apportés au belgo-marocain Oussama Atar détenu dans des geôles irakiennes,. L'homme, condamné pour participation à une organisation terroriste, serait atteint du cancer et aurait besoin de soins urgents, non disponibles dans sa prison irakienne. Libéré en 2012, avec l'appui des Affaires étrangères, il rentre en Belgique et disparaît dans la nature. En 2016, il apparaît que l'homme se livre à des activités de terrorisme islamiste et serait un des mentors derrière les attentats de Paris et de Bruxelles. La NVA exprime son incompréhension et le député Alain Destexhe demande alors une enquête sur le rôle joué par Amnesty International ainsi que les députés Zoé Genot, Jamal Ikazban et Ahmed El Khannouss dans cette libération,,.
En 2014, une page d'une étude de l'AEGE, une association d'étudiants et d'anciens étudiants de l'École de guerre économique, dirigée par Christian Harbulot, aborde succintement la provenance des financements de l'ONG, soupçonnée par l'AEGE de collusion avec le gouvernement des États-Unis de l'époque. Elle questionne, ainsi que d'autres auteurs, la partialité de l'ONG quant au choix des cibles de ses campagnes et de ses positions politiques,,.
En décembre 2024, Amnesty International publie un rapport d'enquête de 294 pages affirmant que, à l'occasion de sa lutte contre le mouvement Hamas ayant perpétré un massacre de masse le 7 octobre 2023, l'État Israélien commet un génocide à Gaza . Les autorités israéliennes, et leur allié étasunien, rejettent cette accusation  .

### Fonctionnement
Pour Jean-Paul Besset, Amnesty a évolué vers une professionnalisation au détriment du volontarisme. Tandis que l'ONG tend a abandonner le ton modéré et feutré, elle s'engage dans une communication plus accrocheuse, directe et rapide qu'il compare à une campagne de publicité. L'ONG est également critiquée pour avoir des penchants dogmatiques, en particulier concernant les valeurs libérales occidentales, tel que l'individualisme. Pour certaines critiques, la fragmentation du mouvement entraîne une partialité concernant les choix de campagnes. Elle est aussi critiquée par des partisans de l'État d'Israël, pour un manque d'impartialité et une négligence de sa base légale et morale,.

### Utilisation abusive de l'intelligence artificielle
En mai 2023, Amnesty International publie des tweets dénonçant la répression des manifestations de 2021 en Colombie, accompagnés de photos. Or, il s'avère que ces photos ont été crées de toutes pièces par le biais de l'intelligence artificielle. Face au tollé, Amnesty International reconnaît « une erreur ». De nombreux observateurs estiment que cette initiative décrédibilise le combat d’Amnesty International, alors que les violences policières sont très largement documentées.

### Détournement de fonds
En 2018, un audit financier commandé par l'antenne zimbabwéenne d'Amnesty International elle-même révèle que plusieurs millions de dollars provenant de donateurs de l'organisation ont été détournés frauduleusement. En attendant les résultats de l'enquête de la police, le directeur du bureau local démissionne,.

## Dans la culture populaire
- Dans la série 24 heures chrono, saison 4, épisode 18 ; un avocat d'Amnesty Global, caricature d'Amnesty International, est envoyé à son insu par Habib Marwan, terroriste islamiste voulant faire sauter une tête nucléaire sur le sol américain, afin de retarder la cellule anti-terroriste dans ses interrogatoires et les empêcher de déjouer l'attentat nucléaire[66],[67].
- Dans la série Scrubs, saison 3, épisode 12 ; le docteur Christopher « Turk » porte un T-shirt gris arborant le logo Amnesty International en noir et blanc.
- Dans la série Scream Queens, saison 1, épisode 1 ; Brad Radwell ou « Chad Radwell en français, s’adonne à son activité préféré à savoir « chasser les hippies » en tirant une balle de golf dans la jambe d’un membre d’Amnesty International.

## Honneurs et distinctions
- 1976 : prix Érasme.
- 1977 : prix Nobel de la paix[68].
- 1978 : prix des droits de l'homme des Nations unies.
- 1983 : prix des droits de l'homme de l'Assemblée parlementaire du Conseil de l'Europe.
- 1984 : Freedom of Speech Award.
- 1991 : prix Olof Palme.
- 2012 : doctorat honoris causa de l'université catholique de Louvain.
- 2013 : 27e meilleure ONG du Monde selon The Global Journal.

#### En français
- Hugues Kéraly, Enquête sur un organisme au-dessus de tout soupçon : Amnesty International, Itinéraires, 1980, 215 p.  (ISBN 978-2876660038)
- Aimé Léaud, Amnesty International : Un combat de l'homme pour l'homme, Librairie des Libertés, 1983, 192 p.  (ISBN 978-2867570018)
- Amnesty International, Les disparitions, Babel, 1994, 136 p.  (ISBN 978-2742701339)
- Jean-Paul Besset, Amnesty International : La conspiration de l'espoir, Trente ans au service des droits de l'homme, Le Félin, 1991, 195 p.  (ISBN 978-2866450960)
- Aimé Léaud, Amnesty International : Le parti des droits de l'homme, Seuil, 1993, 245 p.  (ISBN 978-2020206952)
- Amnesty International, Algérie, le livre noir, La Découverte, 1997, 239 p.  (ISBN 978-2707128010)
- Amnesty International, Mettre fin à la violence contre les femmes : Un combat pour aujourd’hui, EFAI, 2004, 156 p.  (ISBN 978-2876661448)
- Amnesty International, Droits humains en Russie : Résister pour l'état de droit, Éditions Autrement, 2010, 142 p.  (ISBN 978-2746713710)
- Marc Girot, Amnesty International, Enquête sur une organisation génétiquement modifiée, Éditions du Cygne, 2011, 244 p.  (ISBN 978-2849242469)
- Aurine Crémieu et Philippe Lefait, Amnesty International a 50 ans, Le Cherche Midi, 2011, 303 p.  (ISBN 978-2749119366)
- Amnesty International, Réfugiés, un scandale planétaire : 10 propositions pour sortir de l'impasse, Éditions Autrement, 2012, 201 p.  (ISBN 978-2746730342)
- Gaël Turine, Le mur et la peur : Inde-Bangladesh, Actes Sud Éditions, 2014, 144 p.  (ISBN 978-2330034795)

#### En anglais
- (en) Jonathan Power, Amnesty International: The Human Rights Story, McGraw-Hill, 1981, 128 p.  (ISBN 978-0080289021)
- (en) Ann Marie Clark, Diplomacy of Conscience: Amnesty International and Changing Human Rights Norms, Princeton University Press, 2001, 183 p.  (ISBN 978-0691057439)
- (en) Jonathan Power, Like Water on Stone: The Story of Amnesty International, Northeastern, 2001, 332 p.  (ISBN 978-1555534875)
- (en) Kirsten Sellars, The Rise and Rise of Human Rights, Sutton Publishing Ltd, 2002, 256 p.  (ISBN 978-0750927550)
- (en) Elizabeth Keane, An Irish Statesman and Revolutionary: The Nationalist and Internationalist Politics of Sean MacBride, I. B. Tauris, 2006, 264 p.  (ISBN 978-1845111250)
- (en) Steven Hopgood, Keepers of the Flame: Understanding Amnesty International, Cornell University Press, 2006, 272 p.  (ISBN 978-0801472510)
- (en) Irène Khan, The Unheard Truth: Poverty and Human Rights, W. W. Norton & Company, 2009, 272 p.  (ISBN 978-0393337006)
- (en) Dana Gluckstein, Dignity : In Honor of the Rights of Indigenous Peoples, Power House Books, 2010, 144 p.  (ISBN 978-1576875629)
- (en) Samuel Moyn, The Last Utopia: human rights in history, Harvard University Press, 2012, 352 p.  (ISBN 978-0674064348)
- (en) Aryeh Neier, The International Human Rights Movement: A History (Human Rights and Crimes against Humanity), Princeton University Press, 2013, 392 p.  (ISBN 978-0691159607)
- (en) Terry Garza, The Latest In Amnesty International - 96 Facts, Emereo Publishing, 2015, 72 p.  (ISBN 978-1488884924)